# Tomáš Vzorek

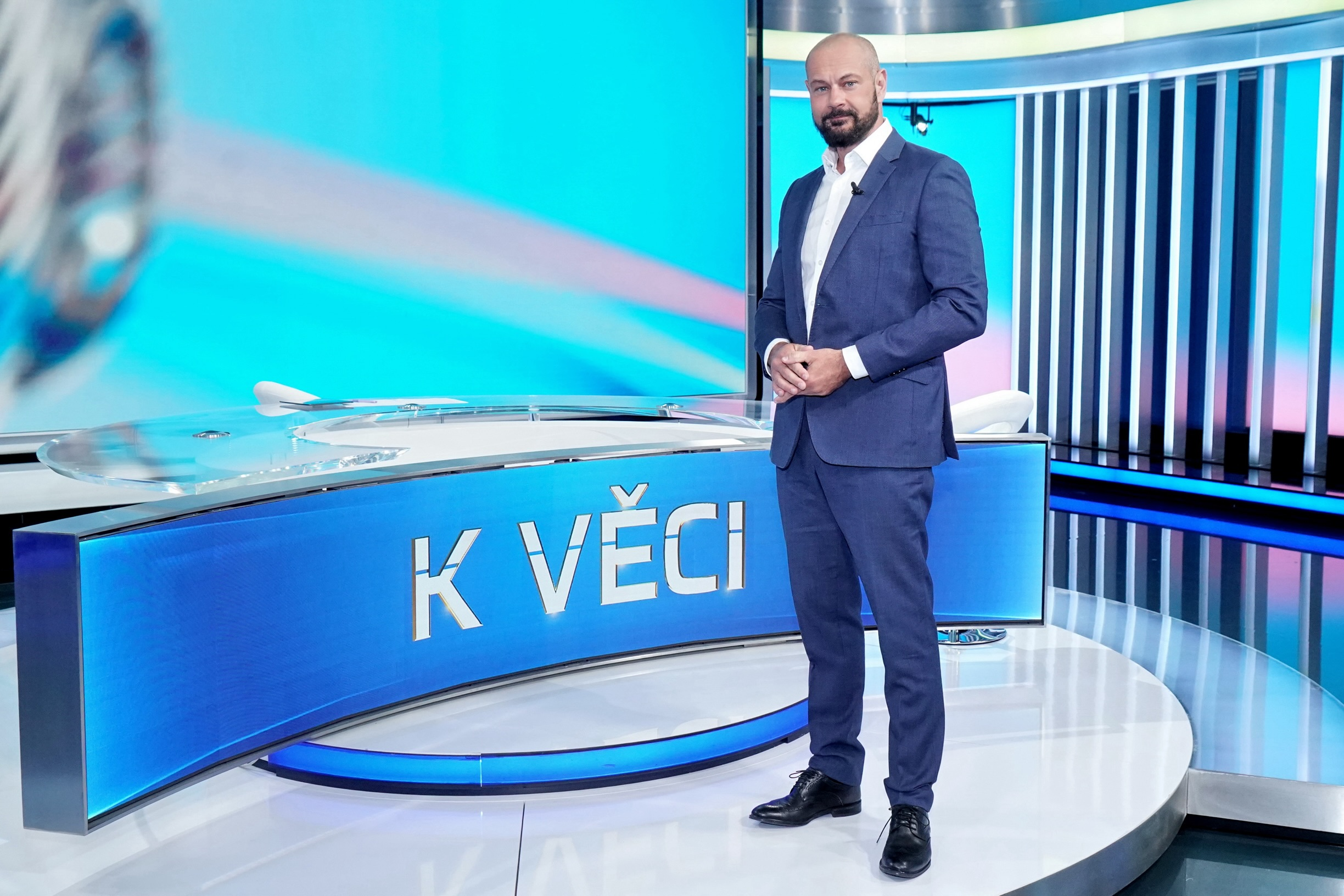
Moderátor Tomáš Vzorek ve studiu CNN Prima NEWS. Pořad K VĚCI.

Tomáš Vzorek v pořadu Co na to vaše peněženka

Tomáš Vzorek (* 13. listopadu 1975 Ostrava) je český novinář a televizní moderátor. Od roku 2020 je moderátorem sportu na CNN Prima News, vedle toho moderuje také publicistické pořady Co na to vaše peněženka a K věci. V minulosti byl moderátorem zpravodajství České televize a následně televize Seznam.

## Život
Vysokoškolské vzdělání získal na Ostravské univerzitě. Na Umělecko-pedagogické fakultě dokončil nejprve bakalářské, posléze i magisterské studium. V roce 2002 nastoupil jako sportovní redaktor a později moderátor do České televize Ostrava. V roce 2005 přešel do redakce zpravodajství a stal se jedním z prvních ostravských moderátorů pořadu Dobré ráno, který se od stejného roku vysílá střídavě z Ostravy a z Brna (pořad byl pod redakcí zpravodajství do roku 2010). V letech 2010 až 2017 byl výraznou tváří ostravské redakce zpravodajství, kde moderoval pořad Události v regionech, ale jako reportér také informoval diváky Událostí na ČT1 a ČT24 o největších kauzách v Moravskoslezském kraji (např. kauza metanol). Od roku 2015 začal moderovat i zprávy a kontinuální vysílání ČT24.
V roce 2017 se stal jedním ze základních kamenů nově budované Televize Seznam, kde moderoval hlavní zpravodajskou relaci Večerní zprávy, ale také kontinuální zpravodajské vysílání či speciální vysílání k volbám do Poslanecké sněmovny Parlamentu České republiky v  roce 2017 a prezidentským volbám v roce 2018. Příležitostně moderoval i diskuzní pořady Duel a Výzva a vlastní talkshow Hrana Tomáše Vzorka.
Se startem CNN Prima News se vrátil ke sportu a stal se jednou z tváří sportovní redakce.

## Další aktivity
V roce 2008 natočil a režíroval krátký dokumentární film Viva Freediving, který mapuje úspěšný pokus ostravských freediverů o překonání světového rekordu ve 24hodinové štafetě. Film se dostal do hlavní soutěže Mezinárodního festivalu outdoorových filmů, festivalů Welzlovo filmobile a HoryZonty a promítal se v ČR i na Slovensku.